# University of Hawaii Press
University of Hawaii Press è una casa editrice statunitense di opere letterarie che stampa articoli universitari e saggi, legata all'Università delle Hawaii.
La University of Hawaii Press è stata fondata nel 1947 con l'intento di far progredire e diffondere i risultati delle borse di ricerca, pubblicando ricerche attuali in tutte le discipline, da quelle umanistiche alle scienze naturali e sociali nelle regioni dell'Asia e del Pacifico. Oltre alle monografie accademiche, la stampa pubblica materiale didattico e opere di riferimento come dizionari, testi linguistici, atlanti ed enciclopedie. Nel 2005 la University of Hawaii Press pubblicò più monografie accademiche in inglese su Cina, Giappone e Corea di ogni altra casa editrice universitaria e fu seconda solo a Routledge tra tutti gli altri editori in lingua inglese. Tra il 2006 e il 2007 ha pubblicato 94 progetti: 80 tra libri e monografie e 14 riviste accademiche.

## Storia
Fu fondata nel 1947 con un'iniziativa di Gregg M. Sinclair, Presidente dell'Università delle Hawaii. La sua prima pubblicazione includeva una ristampa di The Hawaiian Kingdom di Ralph Kuykendall e Insects of Hawaii di Elwood C. Zimmerman, entrambi diventati classici. Altre opere dei suoi primi anni includono il Dizionario Inglese-Hawaiiano di Mary Kawena Pukui e Samuel Elbert, pubblicato per la prima volta nel 1957, e Shoal of Time: A History of the Hawaiian Islands di Gavan Daws.
Nel 1971, la University of Hawaii Press si unì con l'East-West Center Press e si rinominò University Press of Hawaii, aggiungendo una maggiore copertura dell'Asia rispetto all'iniziale concentrazione sul Pacifico. Nel 1981, l'East-West Center si separò, e il nome ritornò ad essere University of Hawaii Press; nonostante ciò, la concentrazione sull'Asia continuò a crescere, e ad oggi metà dei suoi titoli trattano del continente asiatico, il 30% sulle Hawaii, e il 20% sulla regione pacifica.
Le riviste accademiche sono state parte del lavoro della University of Hawaii Press fin dall'inizio. La maggior parte del suo budget inaugurale fu allocata alla rivista Pacific Science, la cui prima edizione apparve nel 1947, seppur essendo stampata solo a partire dal 1953, due anni dopo il debutto di Philosophy East and West nella stessa casa editrice.
La quantità di riviste crebbe gradualmente nei decenni seguenti, con l'acquisizione di Oceanic Linguistics nel 1966 e Asian Perspectives nel 1969, e la fondazione di Korean Studies nel 1977, Biography nel 1978, Buddhist-Christian Studies nel 1981, e Asian Theatre Journal nel 1984, tutti originati all'Università delle Hawaii. La rivista letteraria Mānoa e The Contemporary Pacific ebbero il loro debutto nel 1989, seguiti dal Journal of World History nel 1990, e in seguito China Review International nel 1994, prima che i tagli al budget dell'università causassero il suo distacco dal dipartimento delle riviste accademiche.
Al 30 giugno 2007, aveva pubblicato 2.323 libri, 1.289 dei quali sono stati ristampati più volte. Con un fatturato di oltre 3,7 milioni di dollari, la Press è classificata come un editore universitario di medie dimensioni dall'Association of American University Presses ed è considerata dagli studiosi una leader nei settori in cui pubblica.